# Eternal Nightmare
Eternal Nightmare (с англ. — «Вечный кошмар») — дебютный альбом трэш-металлической группы Vio-lence, выпущенный в 1988 году на Mechanic Records — подлейбле MCA Records. Переиздание 2005 года на Megaforce Records включает в себя бонусный CD с записью выступления группы на Thrash of the Titans — благотворительном концерте в Сан-Франциско, устроенном для сбора средств на лечение рака вокалиста Testament Чака Билли и Чака Шульдинера, лидера Death. Концерт записывался 11 августа 2001 года.

## Список композиций
- Все песни написаны Шоном Киллианом, Филом Деммелом и Роббом Флинном.

| №  | Название                       | Длительность |
| -- | ------------------------------ | ------------ |
| 1. | «Eternal Nightmare»            | 6:10         |
| 2. | «Serial Killer»                | 2:58         |
| 3. | «Phobophobia»                  | 6:31         |
| 4. | «Calling in the Coroner»       | 3:55         |
| 5. | «T.D.S. (Take It as You Will)» | 5:04         |
| 6. | «Bodies on Bodies»             | 5:47         |
| 7. | «Kill on Command»              | 4:56         |

Бонусный диск
1. «Liquid Courage»
2. «Ageless Eyes»
3. «Calling in the Coroner»
4. «World in a World»
5. «Officer Nice»
6. «Subterfuge»
7. «Kill on Command»
8. «Phobophobia»
9. «Bodies on Bodies»
10. «I Profit»
11. «T.D.S. (Take It as You Will)»
12. «Paraplegic»

## Состав
- Шон Киллиан — вокал
- Фил Деммел — гитара, бэк-вокал
- Робб Флинн — гитара, бэк-вокал
- Дин Делл — бас-гитара, бэк-вокал
- Перри Стрикланд — ударные

## Производство
- Продюсер и звукорежиссёр — John Cuniberti
- Дополнительные звукорежиссёры: Casey McMakin и David Plank